# Jef Moerenhout
Joseph „Jef“ Moerenhout (* 10. März 1910 in Serskamp; † 27. März 1966 in Tielt) war ein belgischer Radrennfahrer.

## Sportliche Laufbahn
Moerenhout war im Straßenradsport aktiv. Von 1932 bis 1940 und von 1942 bis 1946 war er Unabhängiger und Berufsfahrer. 1935 siegte er in der Belgien-Rundfahrt vor Henri Garnier. Er holte zwei Tageserfolge in dem Etappenrennen. Bereits 1934 hatte er eine Etappe gewonnen. Weitere Siege gelangen ihm im Grand Prix Mele 1932 und 1945 (später Grand Prix Lucien Van Impe), in der nationalen Straßenmeisterschaft der B-Kategorie der Radprofis 1941, im Omloop der Vlaamse Ardennen 1944, im Omloop van België 1944 mit einem Etappensieg, in der Ronde van Wallonië 1944 sowie in einer Reihe weiterer belgischer Eintagesrennen und Kriterien.
Dritter wurde Moerenhout in der Tour de l’Ouest und bei Lüttich–Bastogne–Lüttich 1934, im Circuit du Morbihan 1935, in der Flandern-Rundfahrt und im Omloop der Vlaamse Gewesten 1944, in der Flandern-Rundfahrt und bei Lüttich–Bastogne–Lüttich 1945 sowie in der Elfstedenronde 1946. 
In der Tour de France 1933 und 1935 war Moerenhout ausgeschieden.